# Erich Geldbach

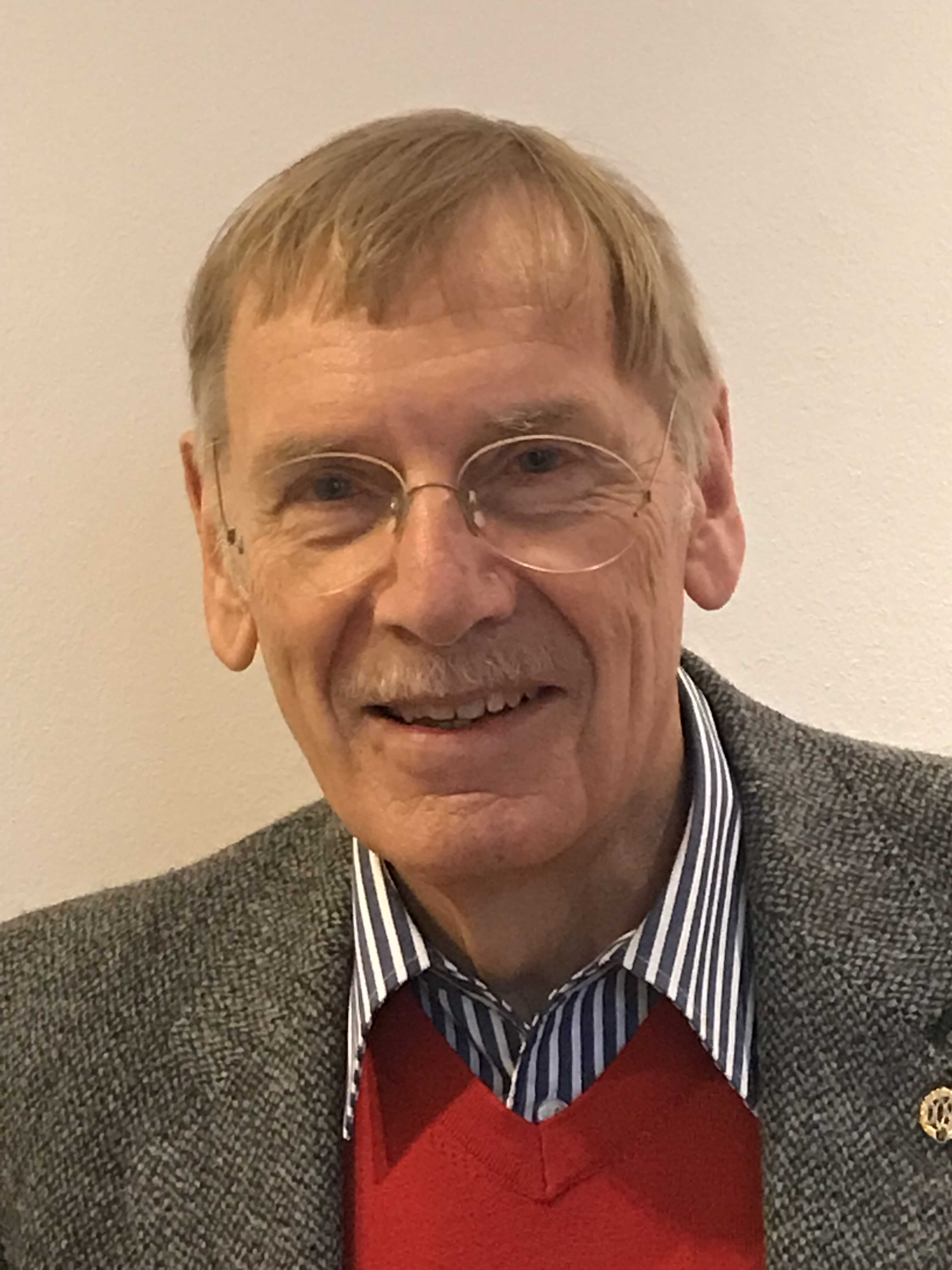
Erich Geldbach (2017)

Erich Geldbach (* 1. Februar 1939 in Marburg) ist ein baptistischer Theologe, Autor und emeritierter Professor für Ökumene und Konfessionskunde an der Universität Bochum.

## Leben
Erich Geldbach verbrachte seine Jugendjahre in Frankenberg, wo er 1960 sein Abitur machte. Davor war er ein Jahr im Austausch in Südkalifornien, wo er das Mt. San Antonio College (Mt.SAC) besuchte.
Er studierte an der Universität Marburg Evangelische Theologie und Anglistik. 1966 schloss er sein Studium mit dem Ersten Staatsexamen für das Lehramt an Höheren Schulen ab. Nach Promotion und Referendariat absolvierte Geldbach 1971 das Zweite Staatsexamen.
1975 habilitierte er sich für „Neuere Kirchengeschichte und ökumenische Theologie“. Nach verschiedenen Lehraufträgen u. a. an der Universität Kiel und Harvard Divinity School 1975/76 arbeitete er von 1981 bis 1997 als Wissenschaftlicher Referent am Konfessionskundlichen Institut des Evangelischen Bundes in Bensheim. Daneben war er Honorarprofessor an der Universität Marburg. Die Referenten des Instituts erhielten reihum zu besonderen Forschungsaufgaben eine dreimonatige Freistellung vom normalen Betrieb. Er verbrachte diese Zeiten am Palmer Theological Seminary in Philadelphia (USA), dem Whiteley College in Melbourne (Australien) und an verschiedenen Universitäten und Seminaren in Süd-Afrika.
Von 1997 bis zu seiner Emeritierung war er Professor für Ökumene und Konfessionskunde an der Evangelisch-Theologischen Fakultät der Universität Bochum. Da er als Baptist keiner Gliedkirche der EKD angehörte, war das Berufungsverfahren aufwändig. Die erste Anfrage der Fakultät kam bereits im Herbst 1993, eine Probevorlesung erfolgte im Januar 1994. Da die Lehrstühle der theologischen Fakultät bekenntnisgebunden waren, bestand die Evangelische Kirche von Westfalen gegenüber dem Wissenschaftsministerium darauf, dass der Lehrstuhl von Systematische Theologie/Ökumenik in Ökumenik und Konfessionskunde umbenannt werden musste.

## Forschung
Schwerpunkte von Geldbachs Arbeit waren und sind vor allem die Erforschung der unterschiedlichen Kirchen, Konfessionen und Sondergemeinschaften. Hierzu zählen seine Tätigkeiten im Ökumenischen Rat der Kirchen, in der Konferenz Europäischer Kirchen sowie der Arbeitsgemeinschaft Christlicher Kirchen in Deutschland. Darüber hinaus beschäftigte sich Geldbach mit dem Holocaust, mit Evangelikalismus und Fundamentalismus sowie der Sportgeschichte.
Geldbach war zehn Jahre Vorsitzender des Vereins für Freikirchenforschung.

## Kritik
Die führenden theologischen Vertreter Karl-Heinz Vanheiden und Thomas Jeising des kritisierten deutschen Bibelbundes warfen Geldbach im Jahr 2007 vor, dass er historische Bibelkritik übe, das Alte Testament stark relativiere und nicht an Wunder und die leibliche Auferstehung glaube. Zudem sei er in seiner Geschichtsschreibung und Interpretation zur Entstehung des deutschen protestantischen Fundamentalismus einseitig, ungenau und stelle dabei Behauptungen auf, die sich widerlegen ließen. So sei beispielsweise der Bibelbund von deutschen bibeltreuen Lutheranern gegründet worden und werde nicht von amerikanischen Fundamentalisten finanziert.
Michael Schneider von der Brüderbewegung hat auch kleinere Einwände zum Artikel des Dispensationalismus, worüber Geldbach im Jahr 2011 in den Theologischen Beiträgen geschrieben hatte. Denn er unterstelle John Nelson Darby einige Auffassungen, die erst seine Nachfolger entwickelt hätten wie das System der sieben Dispensationen und die heilsgeschichtlichen Einteilungen. Er stelle Behauptungen zur Bergpredigt und zum Kreuz Christi auf, die Darby nicht geteilt hätte. Zu Recht mache er auf fehlerhafte und übertriebene Prophezeiungen von Hal Lindsey und Tim LaHaye in den USA aufmerksam, verschweige aber, dass es auch dispensationalistische Theologen gäbe, die keine endzeitlichen Spekulationen betreiben und keine politische Agenda verfolgen würden.

## Veröffentlichungen (Auswahl)

### Bücher
- Christliche Versammlung und Heilsgeschichte bei John Nelson Darby, R. Brockhaus, Wuppertal 1971 (3. Auflage).
- Sport und Protestantismus, R. Brockhaus, Wuppertal 1975.
- Ökumene in Gegensätzen, Bensheimer Hefte 66, Vandenhoeck & Ruprecht, Göttingen 1987, ISBN 3-525-87154-6.
- Freikirchen. Erbe, Gestalt und Wirkung, Bensheimer Hefte 70, Vandenhoeck & Ruprecht, Göttingen 1989, ²2005, ISBN 3-525-87157-0.
- Taufe, Ökumenische Studienhefte 5 (= Bensheimer Hefte 79), Vandenhoeck & Ruprecht, Göttingen 1996, ISBN 3-525-87167-8.
- mit Reinhard Frieling und Reinhard Thöle: Konfessionskunde. Orientierung im Zeichen der Ökumene, Kohlhammer, Stuttgart/Berlin/Köln 1999, ISBN 3-17-015528-8.
- Protestantischer Fundamentalismus in den USA und Deutschland Ökumenische Studien Bd. 21, LIT Verlag, Münster 2001, ISBN 3-8258-5776-X.
- mit Christine Kenning: Gleichberechtigung in Uniform? Geschlechterverhältnisse in der Heilsarmee gestern und heute, Ökumenische Studien Band 29, LIT-Verlag 2003, ISBN 3-8258-6662-9, S. 9–69: Die ‚Mutter der Heilsarmee’ Catherine Mumford Booth im Kontext ihrer Zeit. Zugleich ein Kapitel Frühgeschichte einer ungewöhnlichen Religionsgemeinschaft.
- In Gottes eigenem Land. Religion und Macht in den USA. Notizen einer Reise, WDL-Verlag, Berlin 2008, ISBN 978-3-86682-129-3.
- Der Deutsche Ökumenische Studienausschuss (DÖSTA). Chronik der ersten fünf Jahrzehnte. Otto Lembeck Verlag, Frankfurt am Main und Bonifatius, Paderborn 2010, ISBN 978-3-87476-624-1 und ISBN 978-3-89710-474-7.
- Baptisten weltweit. Ursprünge, Entwicklungen, Theologische Identitäten (= Bensheimer Hefte 118 = Die Kirchen der Gegenwart 7), Vandenhoeck & Ruprecht, Göttingen 2021.
  - I Battisti. Una communità mondiale, a cura, Società editrice il mulino, Bologna 2021 (italienisch).
  - Baptists Worldwide. Origins, Expansions, Emerging Realities, Cascade Books, Wipf & Stock Publishers, 2022 (englisch).

### Artikel
- Die Philanthropen als Wegbereiter moderner Leibeserziehung, in: Horst Ueberhorst (Hrsg.), Geschichte der Leibesübungen Bd. III/1, Berlin 1980, S. 165–196.
- Der gelehrte Diplomat. Zum Wirken Christian Carl Josias Bunsen, in: Der Briefwechsel zwischen Franz Lieber und C.C.J. Bunsen 1844–1855, Leiden E.J. Brill 1980, S. 102–130.
- Religionen – Geschichte – Oekumene. In Memoriam Ernst Benz, hrsg. von Rainer Flasche und Erich Geldbach, in: Comparative Theology. Mission und Ökumene bei James Freeman Clarke, E. J. Brill, Leiden 1981, S. 147–160.
- Turnen und Burschenschaft und das Turnen in Amerika. Burschenschaftliche Emigranten beim Aufbau der Turnerei in Amerika. Einst und Jetzt, Jahrbuch des Vereins für corpsstudentische Geschichtsforschung, Bd. 28 (1983), S. 107–129.
- Vorgeschichte und Rezeption und Taufe, in: Konfessionskundliches Institut (Hrsg.), Kommentar zu den Lima-Erklärungen über Taufe, Eucharistie und Amt, Bensheimer Hefte Nr. 59, Göttingen 1983, S. 7–14 und 15–59.
- Religion und Politik: Religious Liberty, in: Klaus-M. Kodalle (Hrsg.): Gott und Politik in USA, Frankfurt/M. 1988, S. 230–256.
- Wider die Resignation im konziliaren Prozess für Gerechtigkeit, Frieden und Bewahrung der Schöpfung, in: Una Sancta 45, 1990, S. 238–258.
- Fundamentalismus und Ethik im Protestantismus, in: Societas Ethica. Jahresbericht 1990, S. 14–42.
- The German Protestant Network in the Holy Land, in: With Eyes Toward Zion III. Western Societies and the Holy Land, ed. Moshe Davis und Yehoshua Ben-Arieh, Praeger Publishers, New York 1991, S. 150–169.
- Fundamentalistischer Umgang mit der Bibel. Beispiele aus Geschichte und Gegenwart, in: Unsere Bibel. Jahrbuch des Ev. Bundes XXXV, 1992, S. 101–132.
- Von der Heiligungsbewegung zu Heiligungskirchen, in: FreikirchenForschung Nr. 9, 1999, S. 21–40.
- Von Gandhi zu Martin Luther King. Ein vergessenes Kapitel transkontinentaler baptistischer Geschichte, in: ZThG 6, 2001, S. 60–101.
- Amerikas letzte und einzige Hoffnung. Die Southern Baptist Convention – Geschichte und Gegenwart, in: ZThG 7, 2002, S. 34–63.
- Religion, mit der kein Staat zu machen ist. Eine Nachlese zu den Wahlen 2004 in den USA, in: ZThG 10, 2005, S. 23–43.
- The Years of Anxiety and World War II, in: Richard V. Pierard (ed.), Baptists Together in Christ 1905–2005. A Hundred-Year History of the Baptist World Alliance, Samford University Press 2005, S. 74–99.
- Glossar der Bezeichnungen für christliche ‚Außenseiter’ und Organisationen, in: Klöcker/Tworuschka, Handbuch der Religionen, 10 EL 2005, II-2.1.9, S. 1–24.
- Kann es ein ‚religiöses Existenzminimum’ geben?, in: E. Geldbach, M. Wehrstedt, D. Lütz (Hrsg.), Religions-Freiheit. Festschrift zum 200. Geburtstag von Julius Köbner, Berlin (WDL-Verlag) 2006, S. 247–264.
- Nachwirkungen des Hohenlieds im Pietismus am Beispiel Gottfried Arnolds und des Reichsgrafen von Zinzendorf, in: ZThG 11, 2006, S. 57–88.
- Theologische Ausbildungsstätten des deutschsprachigen Protestantismus außerhalb der Universitäten, in: Klöcker/Tworuschka, Handbuch der Religionen, 16. EL, 2007, II – 2.1.10, S. 1–50.
- Säkularisierung und ökonomische Ökumene, in: Ökumenische Rundschau 57, 2008, S. 289–302.
- Überlegungen zu Mission, Ökumene, Einheit, in: Stufen. Zeitschrift des Adventistischen Wissenschaftlichen Arbeitskreises, Nr. 51–60, S. 119–136 und 137–150.
- Osama, Obama and Chelsea's Mama: Eine USA-Wahlnachlese unter religiöser Perspektive, in: Mitteilungen zur Kirchlichen Zeitgeschichte 3/2009, S. 140–180.
- Baptisten, in: Markus Mühling (Hrsg.): Kirchen und Konfessionen (Grundwissen Christentum, Band 2), Göttingen (V & R) 2009, S. 132–152.
- Zum Konvergenzdokument der BALUBAG, in: ZThG 15, 2010, S. 131–151.
- Der Dispensationalismus, in: theologische beiträge 42, 2011, S. 191–210.
- Was heißt Ökumene? Eine Skizze in: Félix Mutombo-Mukendi (éd.), Exégèse, Théologie, Pastorale & Mission. Dix Ans Au Service Du Seigneur En Europe, Bochum (Editions IBTB Presses) 2012, S. 449–477.
- Das apokalyptische Fieber. Die Buch-Serie Left Behind, in: Klöcker/Tworuschka, Handbuch der Religionen 32. EL 2012, S. 1–24.
- John Clifford: Sein Konzept eines ‚individuellen Sozialismus‘, in: ZThG 17, 2012, S. 62–83.
- Die Anfänge der Evangelischen Allianz und die ökumenische Bewegung, in: ZThG 18, 2013, S. 64–93.
- OMG = Obama Must Go. Eine Nachbetrachtung zur Präsidentenwahl 2012 in den USA, in: ZThG 18, 2013, S. 94–114.
- Streiflichter auf einige staatskirchenrechtliche Probleme aus der Sicht eines Dissidenten, in: Kai Funkschmidt (Hrsg.): Mit welchem Recht? EZW-Texte 234, Berlin 2014, S. 40–73.
- (In)Toleranz und Religionsfreiheit als Themen in der Geschichte der Freikirchen, in: FreikirchenForschung 24, 2015, S. 235–266.
- Die Anfänge der Baptisten im Marburger Land, in: Bleibendes im Wandel. 175 Jahre Baptistengemeinden Hassenhausen und Marburg, Fronhausen und Marburg 2015, S. 17–45.
- ‚Amazing Grace‘. Rechtfertigung und Freiheit in der afro-amerikanischen Spiritualität, in: Oliver Pilnei / Martin Rothkegel, Aus Glauben Gerecht. Weltweite Wirkung und ökumenische Rezeption der reformatorischen Rechtfertigungslehre, EVA Leipzig 2017, S. 107–138.
- Are Baptists Evangelicals?, in: Frank Lüdke, Norbert Schmidt (Hrsg.): Pietismus – Neupietismus – Evangelikalismus. Identitätskonstruktionen im erwecklichen Protestantismus, LIT Verlag Münster 2017, S. 179–203.
- Der hessische Landgraf Philipp als evangelischer Laie und die Einheit der Kirchen, in: Christoph Barnbrock und Gilberto da Silva (Hrsg.): Die einigende Mitte. Theologie in konfessioneller und ökumenischer Verantwortung. Festschrift für Werner Klän, Göttingen 2018, S. 116–139.
- MAGA und toxisches Christentum, oder: Der peinliche Verrat christlichen Glaubens durch US-Evangelikale, in: ZThG 24, 2019, S. 125–156.
- Is Today's Southern Baptist Convention a ‚Baptist' Body?. In: Erich Geldbach (ed.): Crossing Baptist Boundaries. A Festschrift in Honor of Baptist Scholar William Henry Brackney on the Occasion of his Retirement, Mercer University Press, Macon 2019, S. 180–211.
- Die Ordination von Frauen, der Rassismus und die Southern Baptist Convention, in: Carsten Claußen, Ralf Dziewas, Dirk Sager (Hrsg.): Dogmatik im Dialog (= Beihefte zur Ökumenischen Rundschau 132), Festschrift für Uwe Swarat, Evangelische Verlagsanstalt Leipzig 2020, ISBN 978-3-374-06716-9, S. 313–341.
- Vom Obrigkeitsstaat zum demokratischen Rechtsstaat. Die Denkschrift von Hugo Preuß und der Ausschuss zur Vorbereitung des Entwurfs einer Verfassung mit Blick auf die religiösen Fragen, in: ZThG 25, 2020, S. 37–108.
- Sadhu Sundar Singh als Prediger, in: Pastor Bonus. Theologie für die pastorale Praxis. Festschrift für Volker Spangenberg, hrsg. von Michael Kißkalt, Andrea Klimt und Martin Rothkegel, Oncken Verlag/Blessings 4 you, Kassel 2021, S. 337–357.
- Liebe zu Amerika?, in ZThG 27, 2022, S. 56–129.